# Chatou
Chatouⓘ ist eine französische Stadt mit einer Fläche von 508 Hektar und 30.054 Einwohnern (Stand 1. Januar 2022) im Département Yvelines in der Region Île-de-France. Die Höhenlage beträgt 37 Meter über Meereshöhe. Chatou liegt zehn Kilometer westlich von Paris zwischen den Städten Rueil und Le Vésinet in unmittelbarer Nähe zur Seine. Eine Brücke verbindet es mit dem gegenüberliegenden Département Hauts-de-Seine.

## Geschichte
Die Region um das heutige Chatou war bereits von den Galliern und später von den Römern besiedelt. Der Name der Stadt leitet sich aus dem lateinischen Cattus ab. Im Französischen werden die Einwohner von Chatou die Catoviens genannt.
Erstmals urkundlich erwähnt wurde der Ort im Jahr 691 unter den Merowingern als Captonnacum. Später war er im Besitz der Dames de Malnoue. Im 14. Jahrhundert war er zuerst ein Lehensgut der Abtei von Saint-Denis, dann der Familie Malet, ging im 16. Jahrhundert auf die Familie Portail über und im Jahr 1762 auf Henri-Léonard Bertin, einen hohen Finanzbeamten unter Ludwig XV.
Im Jahr 1626 wurde die seit 1050 zwischen Chatou und Rueil verkehrende Fähre durch eine Brücke ersetzt.
Im 19. Jahrhundert verzeichnete der Ort durch seinen Anschluss an die ab 1837 zwischen Paris und Le Pecq verkehrende Eisenbahnlinie einen wirtschaftlichen Aufschwung und einen Zuwachs an Bevölkerung. Die Nähe zu Paris ließ ihn zu einem beliebten Wohnort reicher Industrieller werden, die in der ländlichen Umgebung und am Ufer der Seine großzügige Villen bauten. Auch der Pariser Kriegsprofiteur und Nazi-Kollaborateur Mandel Szkolnikoff (1895–1945) besaß während des Zweiten Weltkriegs in Chatou eine geräumige Villa mit zehn Zimmern.

## Chatou in der Kunst

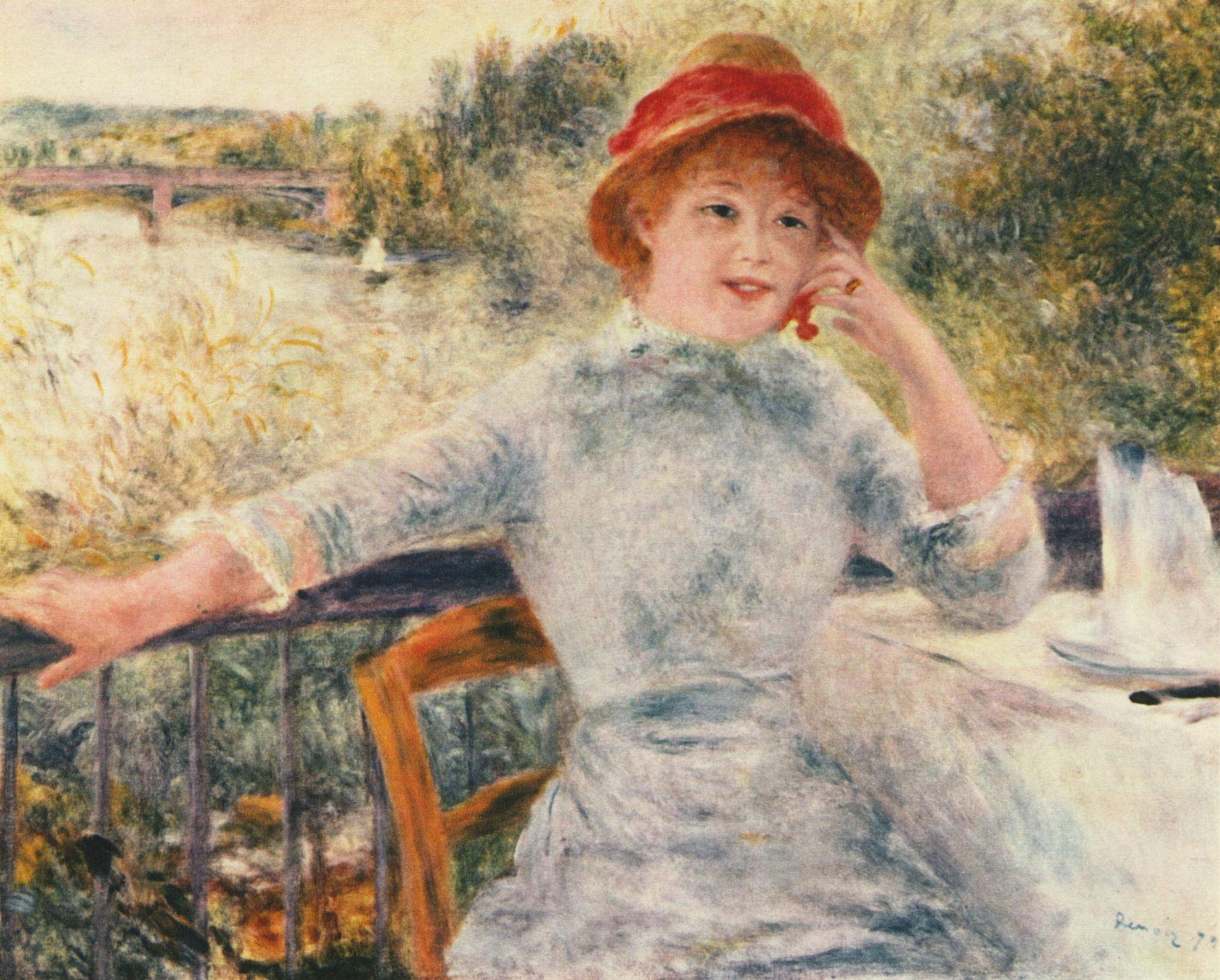
Pierre-Auguste Renoir: Alphonsine Fournaise
(1879, Paris, Musée d’Orsay)

In der zweiten Hälfte des 19. Jahrhunderts wurden die Seineufer und das auf einer Insel gelegene Vergnügungslokal Maison Fournaise zum Anziehungspunkt vieler impressionistischer Maler wie Claude Monet, Alfred Sisley, Berthe Morisot, Édouard Manet, Guy de Maupassant und Auguste Renoir, denen die Seineinsel ihren heutigen Namen Île des Impressionistes (Insel der Impressionisten) verdankt. Etwa dreißig Emailletafeln mit Reproduktionen der in Chatou entstandenen Gemälde erinnern dort, wo die Maler ihre Staffeleien aufstellten, an die vergangenen Tage, als die Eisenbahn erholungssuchende Städter und lebensfrohe Künstler nach Chatou in die Sommerfrische brachte.
In Chatou entstanden unter anderem folgende Gemälde:
- André Derain: Winterlandschaft in Chatou, 1905, Öl auf Leinwand, 61 × 81 cm, Privatbesitz
- Auguste Renoir: Frühling in Chatou. 1841, Öl auf Leinwand, 74 × 59 cm, Privatbesitz
- Auguste Renoir: Ruderer bei Chatou. 1879, Öl auf Leinwand, 81 × 100 cm, Washington, National Gallery of Art
- Auguste Renoir: Eisenbahnbrücke in Chatou oder Die rosafarbenen Kastanienbäume, 1881, Öl auf Leinwand, 66 × 54 cm, Paris, Musée d’Orsay
- Auguste Renoir: Die Seine bei Chatou. Boston, Museum of Fine Arts
- Maurice de Vlaminck: Landschaft bei Chatou, 1906, Öl auf Leinwand, 65,5 × 81 cm, Staatliche Kunsthalle Karlsruhe

## Sehenswürdigkeiten

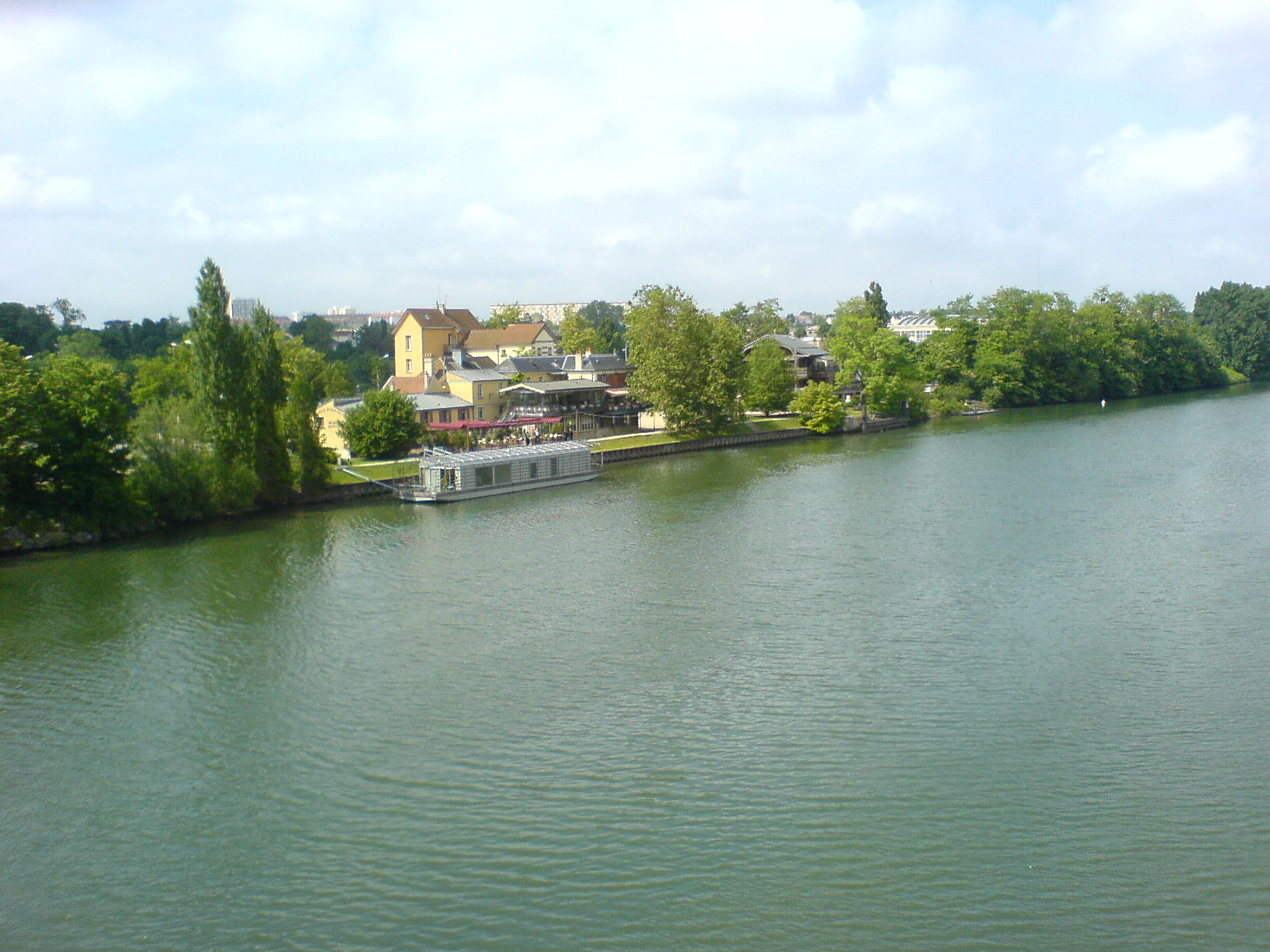
Île des Impressionistes oder Île de Chatou

- Die Kirche Notre-Dame von Chatou, deren Gründung auf das 12. Jahrhundert zurückgeht. Aus dieser Zeit zeugt heute noch der romanische Glockenturm. Im Laufe der Jahrhunderte wurde der Bau stetig erweitert und restauriert. Nach der teilweisen Zerstörung im deutsch-französischen Krieg wurde die Kirche von dem französischen Architekten Paul Abadie wiedererrichtet. 1880 wurde die Westfassade im neogotischen Stil vorgestellt.
- Frühere Schlossanlage „La Faisanderie“ mit Eingangspavillons und Wirtschaftsgebäuden (18. Jahrhundert). Der Wohntrakt wurde im Jahr 1862 ersetzt.
- Nymphäum (1777) von Jacques-Germain Soufflot im Schlosspark mit muschelförmigem Gewölbe.
- Rathaus (18. Jahrhundert) mit Glockenturm (1879) und Salons aus der Zeit Napoleons III.
- Insel der Impressionisten zwischen Chatou und Rueil mit dem Restaurant „Maison Fournaise“, dem ein städtisches Museum angegliedert wurde.
- Zahlreiche Villen aus dem Anfang des 20. Jahrhunderts.
- Musée d’art et de culture soufis MTO.

## Persönlichkeiten
Hier geboren
- Lucie Dreyfus, geborene Hadamard (1869–1945), Ehefrau von Alfred Dreyfus, kämpfte um die Wiederaufnahme des Prozesses gegen ihren Mann
- André Derain (1880–1954), Maler, Grafiker und Skulpteur
- Georges Mandel, geboren als Louis Georges Rothschild (1885–1944), Journalist und Politiker der Dritten Republik, von der Milice française ermordet
- Hélène Metzger, geborene Bruhl (1889–1944), Wissenschaftshistorikerin und Philosophin, in Auschwitz ermordet
- Amedée Rossi (1896–1963), Autorennfahrer
- Pierre Lacotte (1932–2023), Balletttänzer und Choreograf
- Pascal Marie Roland (* 1951), römisch-katholischer Bischof von Belley-Ars
- Wladimir Yordanoff (1954–2020), französisch-monegassischer Theater- und Filmschauspieler bulgarischer Herkunft
- Constance Le Grip (* 1960), Politikerin (UMP)
- Olivier Guersent (* 1962), Beamter der Europäischen Union
- Alix Delaporte (* 1969), Filmregisseurin und Drehbuchautorin

Hier gewirkt
- Maurice Berteaux (1852–1911), langjähriger Bürgermeister und französischer Kriegsminister